# Surtees Society
Surtees Society är ett brittiskt historiskt sällskap.
Sällskapet bildades 1834 till minne av den engelske fornforskaren Robert Surtees (1779–1834). Det har till uppgift att publicera äldre outgivna handskrifter rörande de engelska och skotska gränstrakternas historia och geografi. Till och med 1925 hade 138 band utkommit och till och med 2021 226 band. 